# Zosma
Zosma (Delta Leonis, δ Leo) – gwiazda w gwiazdozbiorze Lwa (wielkość gwiazdowa: 2,56m), odległa od Słońca o około 58 lat świetlnych.

## Nazwa
Gwiazda ma tradycyjną nazwę Zosma, która wywodzi się od stgr. ζῶσμα, co oznacza „pas”. Położenie w gwiazdozbiorze trafniej oddaje nazwa Duhr, która wywodzi się od arab. ‏ظهر الأسد‎ Dhur al Asad, „grzbiet Lwa”. Międzynarodowa Unia Astronomiczna w 2016 roku formalnie zatwierdziła użycie nazwy Zosma dla określenia tej gwiazdy.

## Właściwości fizyczne
Zosma jest podolbrzymem reprezentującym typ widmowy A5. Masa tej gwiazdy jest około 2,2 raza większa od masy Słońca, średnica zaś około dwukrotnie większa od słonecznej. Temperatura powierzchni tej gwiazdy to 8350 K, jest ona 23 razy jaśniejsza od Słońca. Rotuje bardzo szybko, wykonując 1 obrót w ciągu zaledwie 0,5 dnia. Wykazuje ona niewielkie pulsacje, nie jest otoczona pyłem, którego obecność wskazywałaby na obecność planet. Ma ona 600–750 milionów lat; całkowita długość życia gwiazd o tej masie to około miliarda lat. Gwiazda pod koniec życia przekształci się w pomarańczowego olbrzyma.
Zaobserwowane zostały trzy gwiazdy towarzyszące jej na niebie, składnik B odległy o 204,8″ (pomiar z 2010) o wielkości gwiazdowej 10,87m, bliższy składnik C o wielkości 12,69m odległy o 96,7″ (pomiar z 2007), oraz jeszcze bliższy składnik D o wielkości 13,3m oddalony o 46,5″ (pomiar z 2007). Dwie pierwsze gwiazdy były znane jeszcze w XIX wieku. Ich ruch własny jest zupełnie inny niż Zosmy.